# Little Italy (Chicago)
Little Italy, a veces combinado con University Village en un solo barrio, es un barrio de la ciudad estadounidense de Chicago que se encuentra en el Near West Side. Los límites actuales de Little Italy son Ashland Avenue al oeste y las carreteras interestatales 90/94 al este, la Eisenhower Expressway al norte y Roosevelt al sur. Se encuentra entre el lado este del campus de la Universidad de Illinois en Chicago en el Distrito Médico de Illinois y el lado oeste del campus de la Universidad.  La comunidad fue en su día predominantemente poblada por inmigrantes italianos, pero ahora está formada por diversas etnias como resultado de la inmigración, la renovación urbana, la gentrificación y el crecimiento de la población residente de estudiantes y profesores de la Universidad de Illinois en Chicago (UIC). Su herencia ítalo-estadounidense queda patente sobre todo en los restaurantes ítalo-estadounidenses de Taylor Street. El barrio alberga el National Italian American Sports Hall of Fame, así como las históricas iglesias católicas Nuestra Señora de Pompeya, Nuestra Señora de Chicago y Sagrada Familia.
La historia reciente del barrio se basa en las olas de renovación urbana que se sucedieron, a partir de la construcción de autopistas en la década de 1950, el desarrollo de la UIC en la década de 1960, la demolición de viviendas públicas en la década de 1990 y 2000, y la reurbanización de la calle Maxwell en la década de 2000. Junto con estos cambios, han subido los precios de la vivienda en la zona.